# Виття (фільм)
Виття (англ. The Howling) — фільм жахів 1981 року, на тему перевертнів, знятий Джо Данте, за мотивами однойменного твору Гарі Бранднера.

## Сюжет
Карен Уайт (Ді Уоллес), телевізійна журналістка, що стає об'єктом переслідування серійного маніяка на ім'я Едді Квіст (Роберт Пікардо). Співпрацюючи із поліцією, вона бере участь в плані схоплення Едді, погодившись зустрітись із ним у неохайному кінотеатрі де крутять фільми для дорослих. Едді примушує Карен дивитись відеозапис із зґвалтуванням молодої жінки, а коли Карен обертається щоб побачити Едді, вона кричить. З'являється поліція і стріляє у Едді. Карен тепер у безпеці. Згодом після цих подій, вона страждає на амнезію. Її терапевт, лікар Джордж Ваггнер (Патрік Макні) вирішує відправити її та її чоловіка, Білла Нейла (Крістофер Стоун) у так звану «Колонію», усамітнене місце для відпочинку в сільській місцевості, куди він відправляє пацієнтів для реабілітації.
Ця місцевість буквально заповнена дивними персонажами, одна із них, пристрасна німфоманка на ім'я Марша Квіст (Елізабет Брукс), намагається спокусити Білла. Коли він опирається її витонченим сексуальним прелюдіям, по дорозі назад до лісової хижі, на нього зчиняється напад істоти схожої на вовка. Пізніше він повертається до лісу, знайшовши там Маршу, що чекає на нього і вони займаються сексом біля вогнища під місячним сяйвом. Під час цієї зустрічі з їхніми тілами відбувається страхітливе видозмінення, і вони обоє набувають подоби перевертнів.
Після того як Білла вкусив вовк, Карен запрошує свою подругу Террі Фішер (Белінда Баласкі) до «Колонії», і Террі знаходить зв'язок між місцевим краєвидом та ескізними замальовками Едді Квіста, що той лишив за собою. Карен також починає підозрювати, що Білл приховує куди страшнішу таємницю ніж подружню невірність. Під час розслідування, на Террі нападає перевертень у хижі, однак вона все ж таки виривається з хижих пазурів, відрубавши чудовиську лапу. Террі завмирає від жаху коли на її очах, відрубана лапа, що повністю вкрита шерстю, та з гострими кігтями, перетворюється на звичайну людську руку. Вона прибігає до офісу Вагнера і намагається здійснити телефонний дзвінок до свого хлопця, Кріса Халлорана, який був стривожений справжньою сутністю «Колонії». Під час розмови з Крісом, на Террі нападає Едді Квіст та вбиває її. Кріс, почувши крики, вирушає до «Колонії» попередньо озброївшись срібними кулями.
Карен зустрічається віч-на-віч з воскреслим Едді Квістом удруге, і Едді обертаеться на перевертня стоячи навпроти неї. Вона тікає, а Едді згодом помирає від влучання срібної кулі випущеної Крісом. Тим не менш, як з'ясовується потім, кожен у «Колонії» був перевертнем. Ці перевертні можуть обертатись за власним бажанням, вони не потребують для цього повню. Карен та Кріс виживають після нападів та спалюють «Колонію» повністю.
Карен має наміри попередити світ про існування перевертнів, і здивувати своїх працедавців запустивши своє застереження під час прямого ефіру. Потім, щоб довести правдивість своєї розповіді, вона обертається на перевертня, ставши одним із них після нападу у «Колонії». Її застрелює Кріс, а світ лишається у роздумах чи перевтілення та постріл були реальними чи то була робота майстрів зі спеціальних ефектів. Також з'ясовується, що Марша Квіст втекла з колонії будучи живою і неушкодженою.

## У ролях
| Актор           | Роль                  |
| --------------- | --------------------- |
| Ді Воллес-Стоун | Карен Вайт            |
| Патрік Макні    | Доктор Джордж Ваггнер |
| Денніс Дуган    | Кріс Геллоран         |
| Крістофер Стоун | Ер Вілльям Нілл       |
| Белінда Баласкі | Террі Фішер           |
| Кевін МакКарті  | Фред Френсіс          |
| Джон Керрадайн  | Ерл Кентон            |
| Слім Пікенс     | Сем Ньюфілд           |

| Актор          | Роль          |
| -------------- | ------------- |
| Елізабет Брукс | Марша Квіст   |
| Роберт Пікардо | Едді Квіст    |
| Марджі Імперт  | Донна         |
| Нобл Віллінгем | Чарлі Бартон  |
| Джеймс Мартов  | Джеррі Воррен |
| Джим МакКрелл  | Лью Лендерс   |
| Кеннет Тобі    | Полісмен      |
| Дік Міллер     | Волтер Пейслі |

## Цікаві факти
- «Виття», так само як і «Виття 4: Оригінальний жах», обидва зняті за мотивами одного і того ж роману Гарі Бранднера. Цікаво, що «Виття 4: Оригінальний жах» насправді репрезентує більш вірну адаптацію книжки ніж цей фільм

- Спочатку спец.ефекти для фільму створював Рік Бейкер, але потім він покинув виробництво, щоб працювати над «Американським перевертнем у Лондоні». Роботу над «Виттям» продовжив його асистент і учень Роб Боттін. Обидва фільми вийшли в один рік і обидва прославились своїми ефектами та гримом.

- Спочатку режисером та сценаристом мав бути Джек Конрад, але проблеми зі студією змусили його покинути проект. На додачу, Теренс Х. Вінкелсс писав сценарій, але коли його версія не пройшла схвалення, він покинув проект. Врешті-решт, проект потрапив до рук Джо Данте, який привів сценариста Джона Сейлза, з яким попередньо працював над фільмом «Піранья».

- Головний художник фільму, Роберт А. Бернз, перед цим працював над художнім оформленням «Техаської різанини бензопилою». Насправді, багато з набору моторошного одягу було взято з реквізиту «Техаської різанини бензопилою»: найбільш помітним є труп у кріслі, який можна побачити в книжковій лавці Уолтера Пейзлі.

- Під час роботи над «Виттям» були моменти, коли Роберт Пікардо був дуже пригнічений годинами проведеними у гримі. На спеціальному виданні DVD він зауважив: "Одного дня, після того як я під час накладання гриму, просидів у кріслі шість з половиною годин, я замислився: навчався у Єлі, мав дві головні ролі на Бродвеї… і ось моя перша роль як актора кіно, у Каліфорнії — моє лице розплавлюється в малобюджетному фільмі жахів. Все що мала би сказати знімальна команда на це: «Боб, наступного разу спочатку прочитай сценарій повністю!».